# Uwe Geiselmann
Uwe Geiselmann (* 13. Mai 1965 in Schwenningen) ist ein ehemaliger deutscher Eishockeyspieler, der unter anderem für den Schwenninger ERC in der Bundesliga spielte.

## Karriere
Der Stürmer Uwe Geiselmann begann seine Karriere beim Schwenninger ERC, für die er im Jahre 1984 in der Bundesliga debütierte. Bis 1987 absolvierte er 80 Bundesligaspiele und erzielte dabei zwei Tore. 1987 wechselte Geiselmann in die 2. Bundesliga zum EV Stuttgart, bevor er sich ein Jahr später dem Oberligisten ECD Sauerland anschloss. Mit den Iserlohnern wurde er in der Saison 1988/89 Meister der Oberliga Nord und stieg in die 2. Bundesliga auf. Geiselmann wechselte daraufhin zum Oberligisten EC Nordhorn, mit dem er den Aufstieg in die 2. Bundesliga verpasste.
Der Stürmer kehrte nach Süddeutschland zurück und wechselte zum Zweitligisten EHC Klostersee, mit dem er am Saisonende absteigen musste. 1991 folgte der Wechsel zum Duisburger SV, der während der Saison 1991/92 Insolvenz anmelden und den Spielbetrieb einstellen musste. Geiselmann ging daraufhin zum EC Braunlage und 1993 zum ETC Timmendorf. Über den Herforder EG, wo er in der Oberligasaison 1993/94 spielte, kehrte er zum Zweitligisten EC Braunlage zurück. Noch während der Saison wechselte Geiselmann zum Drittligisten Grefrather EV. Mit den Grefrathern wurde er Meister, verpasste aber den Aufstieg in die 1. Liga Nord. Für Geiselmann folgte 1995 der Wechsel zum ASV Hamm, mit dem er aus der 1. Liga Nord abstieg. 
Nachdem er zwei Jahre lang inaktiv war spielte Uwe Geiselmann ab 1998 für den Herforder EC, mit dem er zwei Jahre später in die Oberliga Nord aufstieg. Auch nach dem freiwilligen Rückzug ein Jahr später spielte er bis zur Insolvenz im Jahre 2003 für den Herforder EC sowie ab 2005 für den Nachfolgeverein Herforder EV. Mit dem HEV stieg er 2006 in die Verbandsliga auf, bevor Geiselmann seine Karriere zwei Jahre später beendete.

### Trainerlaufbahn
Geiselmann wurde nach dem Ende seiner Spielerkarriere zunächst Jugendtrainer beim Herforder EV und übernahm im Jahre 2013 gemeinsam mit Michael Reim und Kai Frenzel für zwei Jahre das Traineramt der ersten Mannschaft. Er arbeitet als selbständiger Physiotherapeut mit eigener Praxis in Herford.

## Karrierestatistik
(Legende zur Spielerstatistik: Sp oder GP = absolvierte Spiele; T oder G = erzielte Tore; V oder A = erzielte Assists; Pkt oder Pts = erzielte Scorerpunkte; SM oder PIM = erhaltene Strafminuten; +/− = Plus/Minus-Bilanz; PP = erzielte Überzahltore; SH = erzielte Unterzahltore; GW = erzielte Siegtore; 1 Play-downs/Relegation; Kursiv: Statistik nicht vollständig)